# 安托諾夫機場爭奪戰
安托諾夫機場爭奪戰，也称为霍斯托梅尔机场之战，是2022年俄羅斯入侵烏克蘭基辅攻势期间发生在基辅州霍斯托梅尔安托诺夫机场的一场军事交战。
2022年2月24日俄军开始全面入侵乌克兰，俄羅斯空降軍 (VDV) 的精锐部队对安托诺夫机场进行了突袭，目的是占领该机场。该机场距离首都基辅不到10（6.2英里），因此具有战略价值，占领机场将使俄军能够空运投送更多的部队和更多重装备来直接突击该城市。然而乌军成功包围并暫時击退了袭击安托诺夫机场的俄国空降兵，搭载俄国后续部队的运输机群未能在该机场降落，折返至白罗斯方向。俄军空降兵部队于第二天再次发起袭击，并在从乌克兰-白罗斯边境方向越境增援的地面装甲部队的支持下突破乌克兰防线并重新占领了安托诺夫机场，但尽管如此，战斗的突然性已经丧失，挫败了俄国令基辅快速投降的计划，安托诺夫机场本身也遭到严重破坏而无法使用。

## 背景

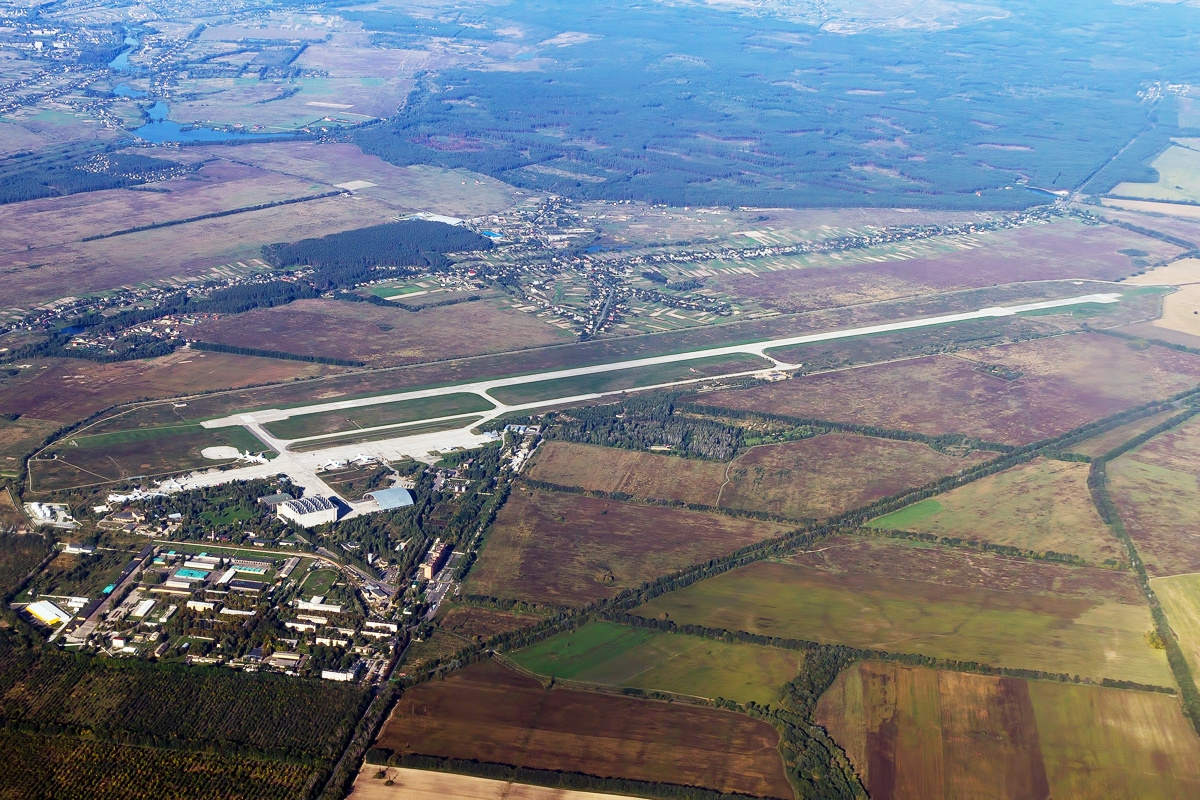
2012年拍摄的安托诺夫机场

安东诺夫机场，又被称作霍斯托梅机场，是一个主要的国际货运机场，位于基辅州的霍斯托梅爾镇，就在乌克兰首都基輔的郊区。 该机场由乌克兰航空航天和防务公司安东诺夫国营公司拥有和运营。 该机场也是世界上最大的飞机安托诺夫An-225“梦想”运输机的基地，同时，该机场还被用作乌克兰空军的简易机场。
由于该机场位于乌克兰首都基辅郊外，距离仅约10（6.2英里），因此具有重要的战略意义。 在 2022 年俄罗斯入侵乌克兰之前，美国中央情报局获得了有关俄罗斯攻击计划的详细信息。 中央情报局局长威廉·約瑟夫·伯恩斯于2022年1月前往乌克兰，并告知乌克兰领导人，俄罗斯打算夺取安东诺夫机场作为空中桥梁，这将使俄罗斯军队能够迅速进入基辅以对乌克兰政府发起斩首行动。分析人士指出，俄罗斯总统普京和其他俄罗斯领导人认为，如此迅速的行动将使乌克兰陷入混乱，导致乌克兰军队崩溃，并使得俄罗斯能建立一个傀儡政府。 麦迪逊政策论坛分析师约翰斯宾塞认为，尽管这一方案可能会引发大规模的动乱和治安战，但这个计划本可以确保俄罗斯取得军事胜利。 然而，中央情报局的警告帮助乌克兰军方做好了对安东诺夫机场遭受袭击的准备。 但无论如何，因为多数人手被派往了乌克兰东部前线，在战争爆发时该机场只有约300名国民警卫队士兵的小型驻军。
2022年2月23日的下午，烏克蘭間諜丹尼斯·基里耶夫从俄情报机构那里带回了俄罗斯军队将在次日（即2月24日）全面入侵乌克兰这一重要情报，詳細告知軍方安東諾夫機場是首個被襲擊的主要地點，這情報為烏軍贏得寶貴的時間，使烏軍將一定數量的軍事人員和裝備轉移到安東諾夫機場，这为乌军赢得安东诺夫机场争夺战的胜利发挥了重要作用。

## 战斗经过

### 2022年2月24日

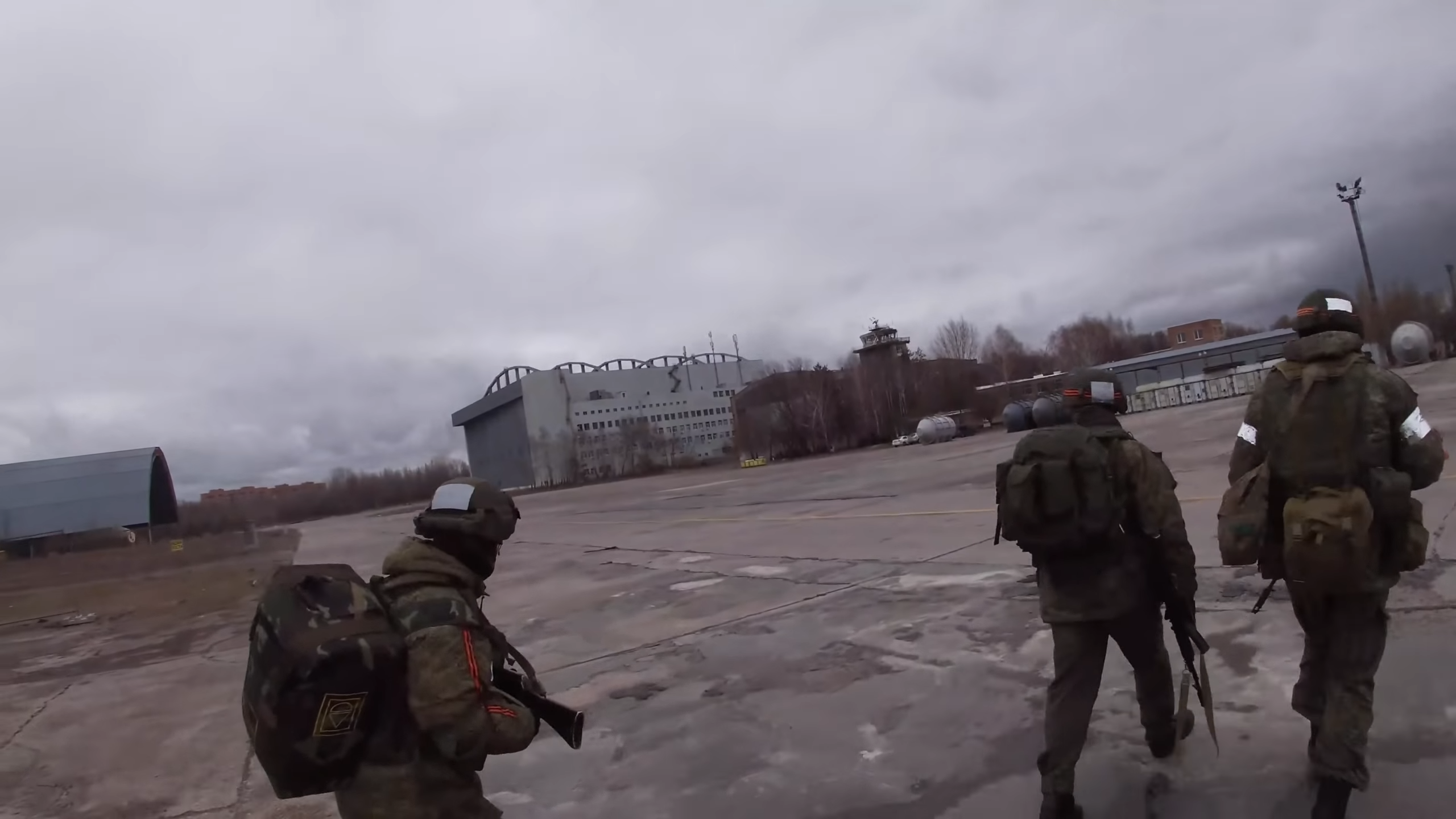
俄军士兵经过An-225的机库

2022年2月24日当地时间05:30左右，俄国总统普京以「对乌克兰去军事化和去纳粹化」宣布对乌克兰进行“特别军事行动”。負責掩護第聂伯河以北的兩處防空陣地被俄軍摧毀，令烏軍防空網出現缺口。早晨8:00左右，由20-34架俄国直升机组成的编队從白俄罗斯出發，突袭了位于乌克兰首都基輔近郊霍斯托梅爾的安托諾夫機場。俄方突击编队包含搭载数百名俄羅斯空降軍士兵的多架Mi-8直升機，并由Mi-24、Mi-28和Ka-52攻击直升机护送。俄国空降兵据推测来自第11近卫空中突击旅和/或第31近卫空中突击旅 。据乌克兰平民和士兵拍摄到的画面，俄国的空中突击编队沿着第聂伯河以超低空飞行接近目标，随即遭受了乌军轻武器和单兵防空导弹的攻击。俄国直升机施放了红外诱饵弹，但仍有數架Mi-8运输直升机和至少一架Ka-52攻击直升机被击中掉进第聂伯河中 。俄国攻击直升机以航空火箭在内的炮火准备袭击了安托诺夫机场以准备着陆场，在机场的一些乌克兰防空火力被击中。事后，乌克兰方面得出结论发现一名机场雇员被俄国情报部门雇佣并透露了这些防空火力的位置。然而，俄军未能大幅削弱机场附近的乌克兰守军。

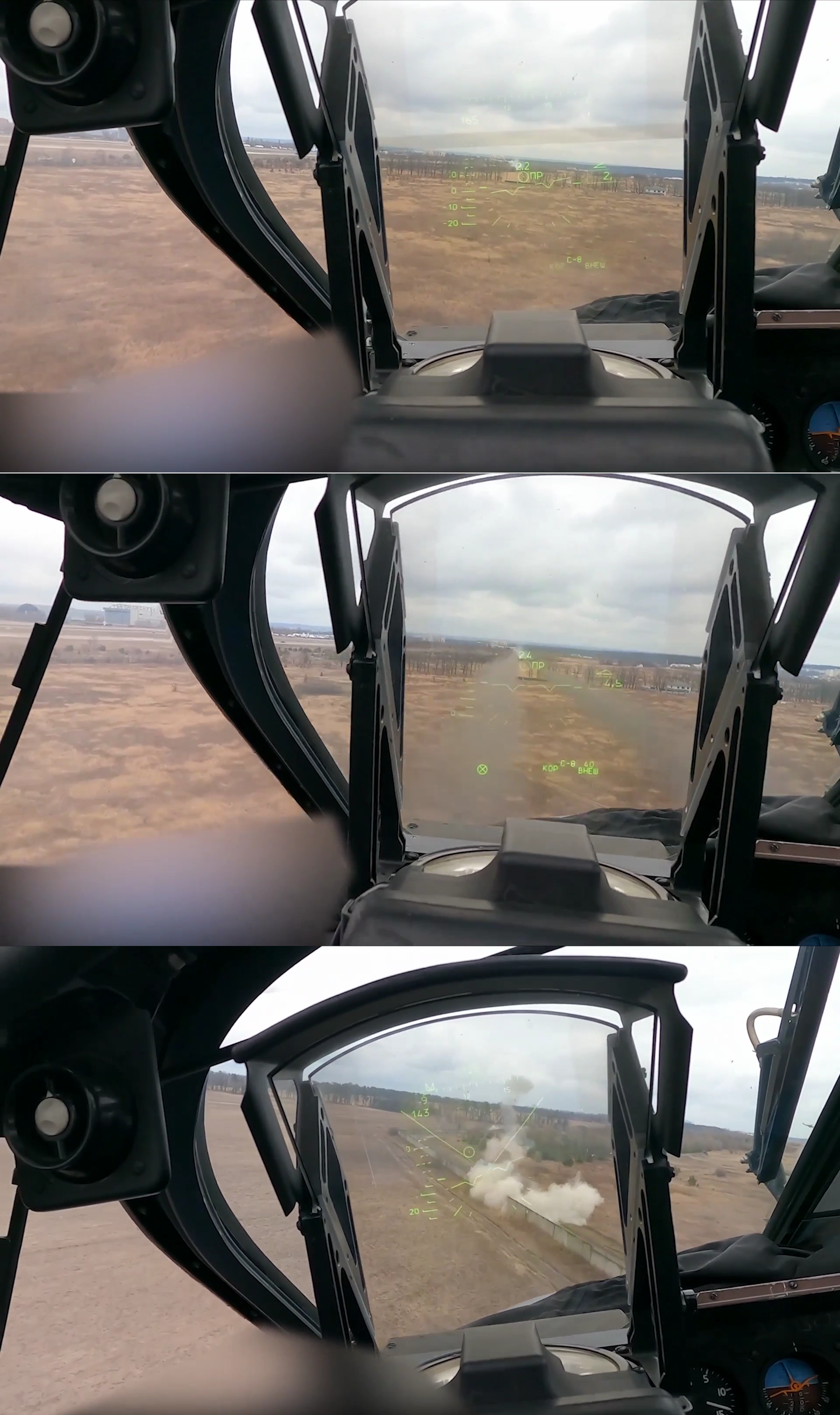
俄军Ka-52直升机座舱视角，中图左侧远处可见机库中的An-225。这架Ka-52负责为進攻机场的俄国空降兵提供密接空中支援，但被乌军便携式防空导弹击落。俄军在此役中损失了至少四架此型直升机。

下机后，俄罗斯空降部队开始占领机场。乌克兰守军仅有300人左右，装备并不精良，其中还包括许多从未参加过战斗的征召兵。尽管一名国民警卫队成员Serhiy Falatyuk用9K38针式单兵防空导弹成功击落了一架俄罗斯直升机，鼓舞了征召兵们的士气，但他们只能进行有限的抵抗。随着战斗的加剧，乌克兰的防空系统取得了更多战果。俄罗斯指挥官伊万·博尔德列夫上尉的直升机被击中，被迫紧急迫降。随着越来越多的俄罗斯伞兵降落并呈扇形展开，乌克兰驻军不堪重负，俄军随即占领了机场。尽管早先曾收到过美国中央情报局提供的警告，乌军还是对俄罗斯最初进攻的速度感到意外。随后，俄国空降兵开始准备迎接18架伊尔-76大型运输机自俄罗斯运来的增援部队。
尽管击败了乌军最初的抵抗，俄国空降兵部队还是陷入了与当地武装平民和乌军第3特种团的交战。乌军人也开始用重炮轰炸机场。乌军指揮部意识到俄军在霍斯托梅机场建立桥头堡的意图，命令第72机械化旅组织反击，乌克兰国民警卫队第4快速反应旅在乌克兰空军的支援下发动了大规模反击。 由于缺乏装甲车辆，俄罗斯军队只能依靠空中支援来阻止乌克兰人的进攻。 有人目击了两架俄国Su-25攻擊機攻击乌克兰阵地。 在俄罗斯导弹袭击中幸存下来的乌克兰战机参与了为国民警卫队部队提供空中支援； 其中包括至少两架Su-24戰鬥轟炸機和一架MiG-29。 乌克兰人迅速派遣更多军队前往机场支援反击。 这些增援部队包括格鲁吉亚军团和乌克兰空降突击军的一个单位。 由于战斗持续进行，装载增援部队的俄罗斯伊尔-76运输机无法降落，被迫折返。
随后乌克兰军队包围了安托诺夫机场并在傍晚击退了俄罗斯军队，迫使剩余的俄罗斯空降部队撤退到机场外的森林中 。 格鲁吉亚军团指挥官馬穆卡·馬穆拉什維利后来声称，他的手下在战斗中用尽了弹药，于是以他们的汽车碾压了撤退的俄罗斯伞兵。随后，第4快速反应旅在他们的Facebook页面上发布了一张他们的士兵庆祝胜利的照片，同时手持一面布满弹孔的乌克兰国旗。
世界上最大的飞机安托諾夫安-225運輸機在战斗开始时就在机场。安东诺夫公司的飞行员最初证实它完好无损。 然而，2月27日，乌克兰国防工业的一份新闻稿声称安225已被俄罗斯空袭炸毁。 3月4日，俄罗斯国有电视频道“俄罗斯第一频道”播放了一段影片，显示An-225已被摧毁。

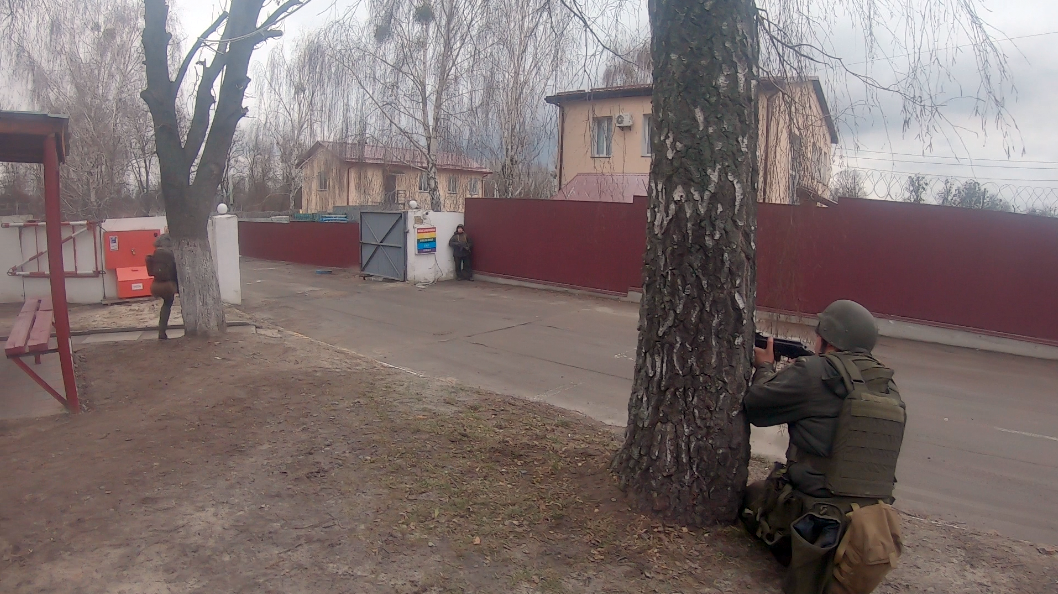
乌克兰国民警卫队的士兵攻擊俄罗斯部队

### 2月25日
2022年2月25日俄罗斯地面机械化部队从白俄罗斯-乌克兰边境方向向南推进，在和空降兵部队的另一次空中突击配合下在伊万基夫战役中部分突破乌克兰防御后控制了机场。一些俄国装甲车辆在前往霍斯托梅途中遭遇伏击并遭迟滞，但俄军最终进入了机场并击退了乌克兰守军。俄国防部宣称200架直升机参与了这次行动，并宣称乌方有200人伤亡，而俄军没有伤亡。这一说法遭到了很多质疑，目睹了这场战斗的记者Timur Olevsky直截了当地驳斥了这一说法。 尽管如此，俄罗斯地面部队还是在霍斯托梅建立了据点，并开始在镇内设置检查站。 据推测，乌克兰守军可能在俄罗斯地面部队占领机场之前破坏了跑道。 
乌克兰内政部起初否认该机场已被俄罗斯军队完全占领，称它一直在“易手”，战斗仍在继续。 内务部还坚称，俄罗斯关于乌克兰大量伤亡的说法是“彻头彻尾的谎言”，而乌克兰国防部则宣称，机场损毁严重，无法被俄军使用。 当天晚些时候，乌克兰证实俄罗斯军队控制了机场。
2月27日，乌克兰方面利用无人机引导的炮火摧毁了大量俄军装备。乌克兰官方确认，停放在此的安托諾夫安-225運輸機在此次交战中被摧毀，但官方承諾將重建飛機。3月4日，俄罗斯最大媒体之一的第一頻道进入安托諾夫機場采访，证实安托諾夫安-225運輸機被摧毁。報道畫面顯示机身已经严重损毀。乌军于4月2日收复安东诺夫机场。

## 后果与损失

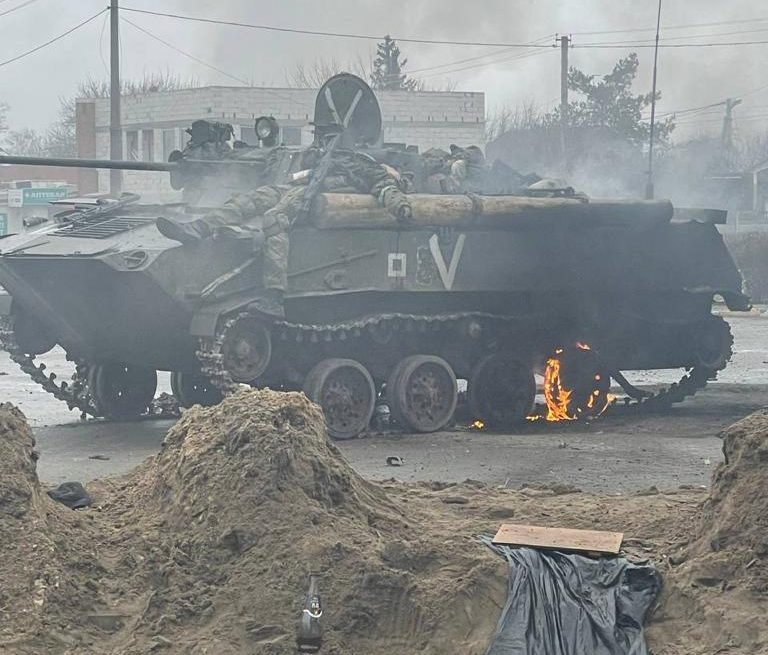
俄军第31近卫空中突击旅的一辆BMD-2伞兵战车遭乌克兰武装部队击毁燃烧。

### 俄罗斯方面
根据军事博主Oryx的统计，俄军在此役至少损失6架直升机：1架 Mi-8、1架Mi-28和 4架Ka-52(其中一架受损被俘)， 33辆各型坦克装甲车(其中2辆Kozak-2 IMV， 5辆BTR-3先前掳获自乌军)，2门2A65 msta-B 152mm榴弹炮，1门防空炮，67辆卡车和吉普车(其中2辆先前掳获自乌军)。
乌克兰总统办公室主任的顾问阿列克谢·阿列斯托维奇指出，大约 200 名俄罗斯特种部队——占领机场方面的专家——在战役中损失。

### 乌克兰方面

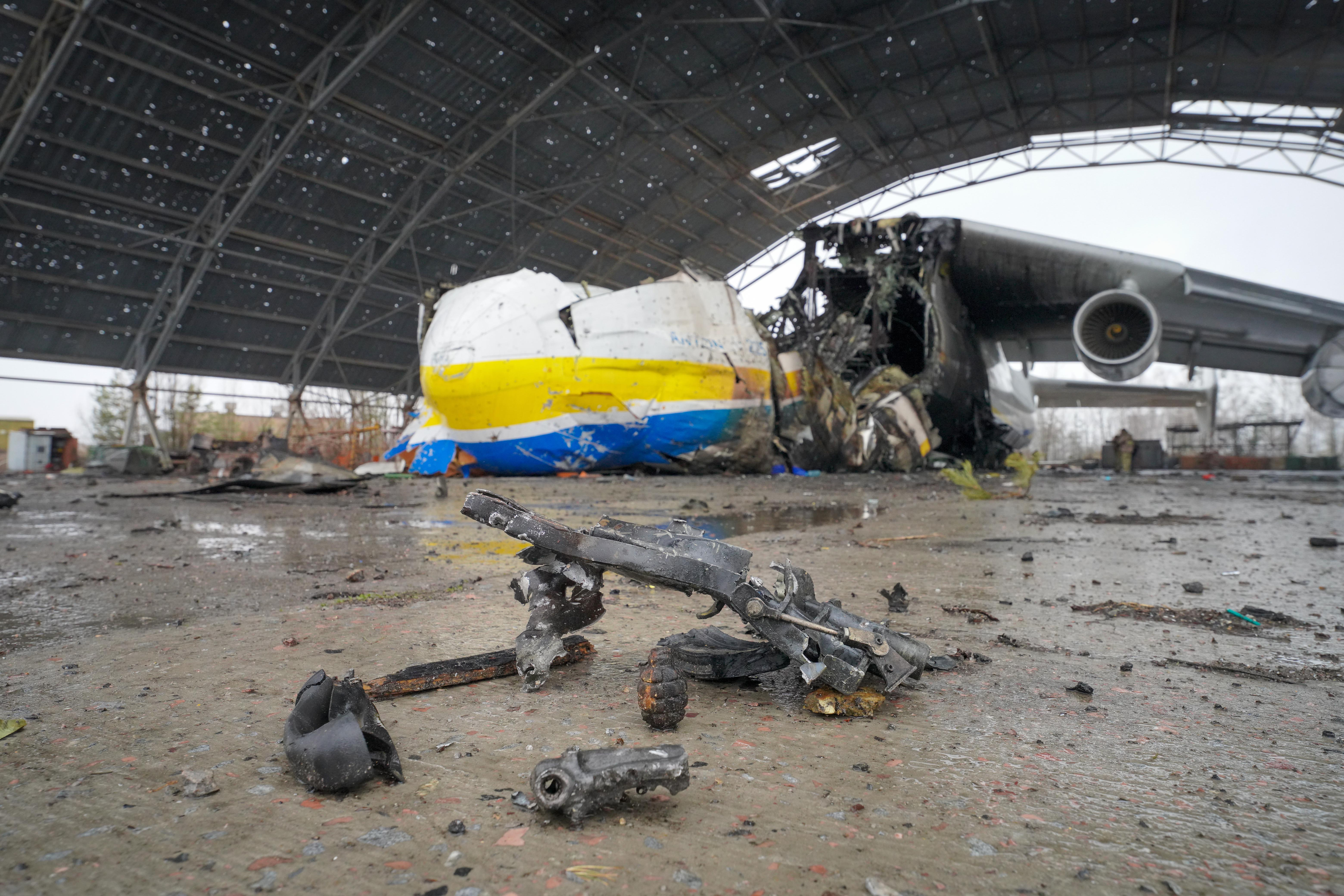
被损毁的世界最大飞机An-225 “梦想”

世界最大的An-225運輸機在攻击中被激烈的火力連帶摧毁。
尽管机场沦陷，但乌克兰军队继续在霍斯托梅地区与俄罗斯军队交战。 目击者录制了从远处拍摄的俄罗斯坦克纵队被击中燃烧和乌克兰Mi-24武装直升机向俄罗斯阵地发射火箭的视频。 俄罗斯国防部发言人伊戈尔·科纳申科夫称，乌克兰军队在基辅部署了BM-21“冰雹”火箭炮，以轰炸占领机场的俄罗斯军队。 奥列夫斯基表示，他认为俄罗斯和乌克兰人的伤亡人数可能有数百人。
2022年2月26日，乌克兰军队声称乌克兰阿尔法小组在霍斯托梅附近摧毁了一个俄国装甲车辆纵队。 最高拉达议员Sophia Fedyna称，俄罗斯特种部队俘虏了乌克兰国民警卫队的一些成员，并穿着他们的制服。 她要求乌克兰公民和战士只说乌克兰语，以帮助识别俄罗斯破坏者。2022年2月27日，冲突开始转移到南部的布恰和伊尔平镇，机场仍处于俄罗斯控制之下，乌克兰军队声称已经阻止了俄罗斯的进攻，在激烈的战斗中与俄罗斯军队在霍斯托梅展开较量。 2月27 日，乌克兰安全局公布了一段据称截获的俄罗斯军队在 Hostomel 报告伤亡情况并要求撤离的对话。 同一天，乌克兰军队用大炮轰炸机场，并声称摧毁了俄罗斯的设备、车辆和人员。 第二天，一支绵延40英里（64）的俄军纵队抵达机场，准备进攻基辅。
2022年3月28日，卫星图像显示安托诺夫机场内已没有俄罗斯军队。 3月29日，俄罗斯国防部副部长亚历山大·福明宣布俄罗斯军队撤出基辅地区，包括放弃安托诺夫机场。
到4月2日，在俄军基辅集群大规模撤军后，乌克兰军队收复了安托诺夫机场。 在撤退中，俄罗斯军队摧毁了自己不能移動的大部分装备，亦有其他物资被乌克兰缴获。

## 分析
分析师安德鲁·麦格雷戈（Andrew McGregor）将安托诺夫机场之战描述为“俄罗斯空降灾难”。据他说，俄罗斯最初的行动旨在确保入侵部队及早进入基辅，在一两天内结束整个战争。 然而，俄罗斯情报部门未能评估机场周围乌克兰守军的实际集中情况，并假设该地仅有象征性的防御。由于最初的机降部队规模太小，无法守住当地，而俄军既无法确保空运增援抵达，也无法阻止乌克兰的反击，导致第一批机降部队被迫撤退。麦格雷戈认为，在入侵开始时未能占领安东诺夫机场和瓦西里基夫的另一个机场，俄罗斯失去了迅速结束战争的机会。
大西洋理事会的研究人员还认为，乌克兰保卫机场的两天，“可能阻止了俄军迅速占领基辅”。澳大利亚战略政策研究所的迈克尔·舒布里奇（Michael Shoebridge）认为，“（俄军的）突击旨在瘫痪乌克兰中央政府并打击乌克兰军队的士气”，但这次行动失败了。皇家聯合研究所副主任乔纳森·埃亚尔（Jonathan Eyal）将俄罗斯最初未能占领机场描述为战争的“转折点”。 记者帕特里克·J·麦克唐纳（Patrick J. McDonnell）表示，“俄罗斯在仓促进攻中输掉了基辅之战”。 Oryx网站的研究人员史蒂夫·米策（Stijn Mitzer）和约斯特·奥利曼斯（Joost Oliemans）认为，这次行动失败不仅是因为乌克兰最初在机场进行防御，还因为俄罗斯的推进，在随后的霍斯托梅戰役中停滞不前。结果，大量的俄罗斯军队和装备被留在安东诺夫机场等待，受到乌克兰不断的炮击。米策和奥利曼斯表示，争夺机场和霍斯托梅尔市的战斗“打断了俄罗斯对基辅的突袭”。研究员塞维林·普莱耶（Severin Pleyer）表示，安托诺夫机场之战展示了俄罗斯军队在入侵期间的普遍失败，包括主要武器系统的困难，后勤、协调和计划方面的失败，以及缺乏领导和训练。他认为，安托诺夫机场之战也凸显了俄罗斯营战术群不适合作战，因为它们阻碍了协调和沟通。普莱耶将这场战斗描述为俄罗斯空降部队在近代历史上遭受的最大惨败。乌克兰陆军司令亚历山大·瑟尔斯基认为，机场的沦陷对乌克兰军队“起到了负面作用”，但“瞄准跑道和着陆场的炮火大大推迟了着陆时间，并挫败了俄军占领基辅的计划”。
记者安德烈亚斯·吕施（Andreas Rüesch）认为，安托诺夫机场之战以及入侵期间的其他战斗，击碎了俄罗斯空降部队在俄罗斯政治宣传中被广泛吹嘘拥有极端能力和近乎无敌的神话。 
机场被占领几天后，俄罗斯军队得以部分恢复飞机起降场，然而此时机场已只被主要用作储存设备和驻军的枢纽。